# Daniel Amokachi
Daniel Owefin Amokachi (Kaduna, 30 december 1972) is een voormalige Nigeriaanse voetbalspits. Hij speelde verscheidene malen voor het Nigeriaans voetbalelftal, en maakte deel uit van de ploeg die aanwezig was op het WK van 1994 en van 1998 en de Afrika Cup won in 1994. Hij hielp ook bij het behalen van de gouden medaille op de Olympische Zomerspelen van 1996. In totaal speelde hij 42 interlands voor Nigeria, waarin hij 14 maal wist te scoren.

## Clubcarrière
Toen hij speelde voor Ranchers Bees, werd Amokachi ontdekt door de Nigeriaanse bondscoach Clemens Westerhof, die hem opriep voor de Afrika Cup van 1990, en weldra ging Amokachi spelen voor Club Brugge in België. Daar won hij als beste Afrikaanse voetballer van de competitie de Ebbenhouten schoen. Amokachi is tevens de eerste doelpuntenmaker van de UEFA Champions League ooit. Op 25 november 1992 scoorde hij voor Club Brugge de enige treffer in de wedstrijd tegen CSKA Moskou. Na zijn goede prestaties in België en de wereldbeker van 1994, raakte Everton FC geïnteresseerd in de speler, en kocht hem voor £3 000 000. Hij had gehoopt om Everton, dat het moeilijk had, te helpen verbeteren, maar hij kende veeleer problemen om zich aan te passen aan de Premier League. Bovendien was er de aanwezigheid van aanvallers van Britse bodem zoals Duncan Ferguson en Paul Rideout, die het op dat moment zeer goed deden. Hij werd in 1996 verkocht aan Beşiktaş JK voor £1.750.000.
Amokachi liep een blessure op juist voor de wereldbeker van 1998, speelde één wedstrijd, maar kampte daarna met knieproblemen. Toen hij Beşiktaş verliet in 1999, stopte zijn spelerscarrière min of meer. Hij tekende een contract met 1860 München, maar het contract werd geannuleerd nadat hij niet slaagde voor de medische tests. Daarna werd hij afgewezen door Tranmere Rovers voor dezelfde redenen. Amokachi trainde bij de Franse tweede-divisieclub US Créteil, maar de overeenkomst werd verstoord door blessures. Het Amerikaans MLS-team Colorado Rapids haalde hem in 2002 binnen, maar toen ze zagen dat hij niet fit genoeg was, lieten ze hem gaan nog voor hij ook maar één match had gespeeld. Hij ging spelen in de Verenigde Arabische Emiraten, maar werd ook nu weer geweigerd omwille van zijn medische toestand.

## Interlandcarrière
| Interlands van Daniel Amokachi voor Nigeria | Interlands van Daniel Amokachi voor Nigeria | Interlands van Daniel Amokachi voor Nigeria | Interlands van Daniel Amokachi voor Nigeria | Interlands van Daniel Amokachi voor Nigeria | Interlands van Daniel Amokachi voor Nigeria |
| №                                           | Datum                                       | Wedstrijd                                   | Uitslag                                     | Competitie                                  | Goals                                       |
| ------------------------------------------- | ------------------------------------------- | ------------------------------------------- | ------------------------------------------- | ------------------------------------------- | ------------------------------------------- |
| 1                                           | 2 mrt 1990                                  | Algerije – Nigeria                          | 5–1                                         | Afrika Cup                                  |                                             |
| 2                                           | 5 mrt 1990                                  | Nigeria – Egypte                            | 1–0                                         | Afrika Cup                                  |                                             |
| 3                                           | 12 mrt 1990                                 | Nigeria – Zambia                            | 2–0                                         | Afrika Cup                                  |                                             |
| 4                                           | 16 mrt 1990                                 | Algerije – Nigeria                          | 1–0                                         | Afrika Cup                                  |                                             |
| 5                                           | 18 aug 1990                                 | Nigeria – Togo                              | 3–0                                         | AC-kwalificatie                             | 1                                           |
| 6                                           | 2 sep 1990                                  | Ghana – Nigeria                             | 1–0                                         | AC-kwalificatie                             |                                             |
| 7                                           | 13 jan 1991                                 | Burkina Faso – Nigeria                      | 1–1                                         | AC-kwalificatie                             |                                             |
| 8                                           | 27 jan 1991                                 | Togo – Nigeria                              | 0–0                                         | AC-kwalificatie                             |                                             |
| 9                                           | 13 apr 1991                                 | Nigeria – Ghana                             | 0–0                                         | AC-kwalificatie                             |                                             |
| 10                                          | 27 apr 1991                                 | Nigeria – Benin                             | 3–0                                         | AC-kwalificatie                             | 1                                           |
| 11                                          | 29 aug 1992                                 | Nigeria – Oeganda                           | 2–0                                         | AC-kwalificatie                             | 1                                           |
| 12                                          | 16 jan 1993                                 | Zuid-Afrika – Nigeria                       | 0–0                                         | WK-kwalificatie                             |                                             |
| 13                                          | 13 jul 1993                                 | Nigeria – Algerije                          | 4–1                                         | WK-kwalificatie                             | 1                                           |
| 14                                          | 25 sep 1993                                 | Nigeria – Ivoorkust                         | 4–1                                         | WK-kwalificatie                             | 1                                           |
| 15                                          | 8 okt 1993                                  | Algerije – Nigeria                          | 1–1                                         | WK-kwalificatie                             |                                             |
| 16                                          | 9 mrt 1994                                  | Nigeria – Ghana                             | 0–0                                         | Vriendschappelijk                           |                                             |
| 17                                          | 26 mrt 1994                                 | Nigeria – Gabon                             | 3–0                                         | Afrika Cup                                  |                                             |
| 18                                          | 30 mrt 1994                                 | Egypte – Nigeria                            | 0–0                                         | Afrika Cup                                  |                                             |
| 19                                          | 2 apr 1994                                  | Nigeria – Zaïre                             | 2–0                                         | Afrika Cup                                  |                                             |
| 20                                          | 6 apr 1994                                  | Nigeria – Ivoorkust                         | 2–2                                         | Afrika Cup                                  |                                             |
| 21                                          | 10 apr 1994                                 | Nigeria – Zambia                            | 2–1                                         | Afrika Cup                                  |                                             |
| 22                                          | 21 jun 1994                                 | Nigeria – Bulgarije                         | 3–0                                         | WK-eindronde                                | 1                                           |
| 23                                          | 25 jun 1994                                 | Argentinië – Nigeria                        | 2–1                                         | WK-eindronde                                |                                             |
| 24                                          | 30 jun 1994                                 | Griekenland – Nigeria                       | 0–2                                         | WK-eindronde                                | 1                                           |
| 25                                          | 5 jul 1994                                  | Nigeria – Italië                            | 1–2                                         | WK-eindronde                                |                                             |
| 26                                          | 16 nov 1994                                 | Engeland – Nigeria                          | 1–0                                         | Vriendschappelijk                           |                                             |
| 27                                          | 6 jan 1995                                  | Nigeria – Japan                             | 3–0                                         | FIFA Confederations Cup 1995                | 1                                           |
| 28                                          | 10 jan 1995                                 | Nigeria – Argentinië                        | 0–0                                         | FIFA Confederations Cup 1995                |                                             |
| 29                                          | 13 jan 1995                                 | Mexico – Nigeria                            | 1–1                                         | FIFA Confederations Cup 1995                | 1                                           |
| 30                                          | 10 nov 1995                                 | Nigeria – Oezbekistan                       | 1–0                                         | Vriendschappelijk                           |                                             |
| —                                           | 21 jul 1996                                 | Nigeria – Hongarije                         | 1–0                                         | Olympische Spelen                           |                                             |
| —                                           | 23 jul 1996                                 | Nigeria – Japan                             | 2–0                                         | Olympische Spelen                           |                                             |
| —                                           | 25 jul 1996                                 | Brazilië – Nigeria                          | 1–0                                         | Olympische Spelen                           |                                             |
| —                                           | 28 jul 1996                                 | Nigeria – Mexico                            | 2–0                                         | Olympische Spelen                           |                                             |
| —                                           | 31 jul 1996                                 | Nigeria – Brazilië                          | 4–3                                         | Olympische Spelen                           |                                             |
| —                                           | 3 aug 1996                                  | Nigeria – Argentinië                        | 3–2                                         | Olympische Spelen                           |                                             |
| 31                                          | 9 nov 1996                                  | Nigeria – Burkina Faso                      | 2–0                                         | WK-kwalificatie                             | 2                                           |
| 32                                          | 12 jan 1997                                 | Kenia – Nigeria                             | 1–1                                         | WK-kwalificatie                             |                                             |
| 33                                          | 5 apr 1997                                  | Nigeria – Guinee                            | 2–1                                         | WK-kwalificatie                             | 2                                           |
| 34                                          | 27 apr 1997                                 | Burkina Faso – Nigeria                      | 1–2                                         | WK-kwalificatie                             |                                             |
| 35                                          | 7 jun 1997                                  | Nigeria – Kenia                             | 3–0                                         | WK-kwalificatie                             |                                             |
| 36                                          | 17 aug 1997                                 | Guinee – Nigeria                            | 1–0                                         | WK-kwalificatie                             |                                             |
| 37                                          | 22 apr 1998                                 | Duitsland – Nigeria                         | 1–0                                         | Vriendschappelijk                           |                                             |
| 38                                          | 29 mei 1998                                 | Joegoslavië – Nigeria                       | 3–0                                         | Vriendschappelijk                           |                                             |
| 39                                          | 5 jun 1998                                  | Nederland – Nigeria                         | 5–1                                         | Vriendschappelijk                           |                                             |
| 40                                          | 19 jun 1998                                 | Nigeria – Bulgarije                         | 1–0                                         | WK-eindronde                                |                                             |
| 41                                          | 28 feb 1999                                 | Senegal – Nigeria                           | 1–1                                         | AC-kwalificatie                             |                                             |

## Spelerscarrière
- 1989 Ranchers Bees
- 1990 Ranchers Bees
- 1990-91 Club Brugge (3/0)
- 1991-92 Club Brugge (26/12)
- 1992-93 Club Brugge (23/9)
- 1993-94 Club Brugge (28/14)
- 1994-95 Club Brugge (1/0)
- 1994-95 Everton FC (18/4)
- 1995-96 Everton (25/6)
- 1996-97 Beşiktaş (30/7)
- 1997-98 Beşiktaş (27/8)
- 1998-99 Beşiktaş (20/4)

## Erelijst
| Competitie          |             |                        |             |             |
| Competitie          | Aantal      | Jaren                  |             |             |
| Club Brugge         | Club Brugge | Club Brugge            | Club Brugge | Club Brugge |
| ------------------- | ----------- | ---------------------- | ----------- | ----------- |
| Belgisch kampioen   | 1x          | 1991/92                |             |             |
| Beker van België    | 1x          | 1990/91                |             |             |
| Belgische Supercup  | 4x          | 1990, 1991, 1992, 1994 |             |             |
| Everton FC          |             |                        |             |             |
| FA Cup              | 1x          | 1994/95                |             |             |
| Community Shield    | 1x          | 1995                   |             |             |
| Besiktas            |             |                        |             |             |
| Turkse voetbalbeker | 1x          | 1997/98                |             |             |
| Turkse supercup     | 1x          | 1998                   |             |             |